# Чукур Юра
Юрій Іванович Чукур (також Ю́ра Чуку́р ; 12 серпня 1894 (?1899), село Ковалівка, Коломийський повіт, Королівство Галичини і Володимирії, Австро-Угорська імперія, тепер Коломийський район, Івано-Франківська область, Україна} — 21 березня (?6 квітня) 1945, Станиславів (за іншою версією Яблунів, тепер Косівський район, Івано-Франківська область)) — український селянин з Коломийщини (Галичина), громадсько-політичний діяч, член Центрального Комітету УНДО (1928-1938). Вояк УГА (1918–1919). З 1933-го — член Фронту Національної Єдности. У 1928—30 (чи 1930–1935) роках посол до польського Сейму ІІІ каденції (обраний від 53 виборчого округу Станиславова). Член Українського Комітету. Соліст ковалівського чоловічого хору (1921–1939). 
Чукур Юра 1939-го, після окупації Галичини армією СРСР, вивезений більшовиками, дальша доля невідома. Згідно інших даних, арештований органами НКВС 15 березня 1945 року та розстріляний через кілька днів у Станіславській в'язниці.